# Сюда-баба

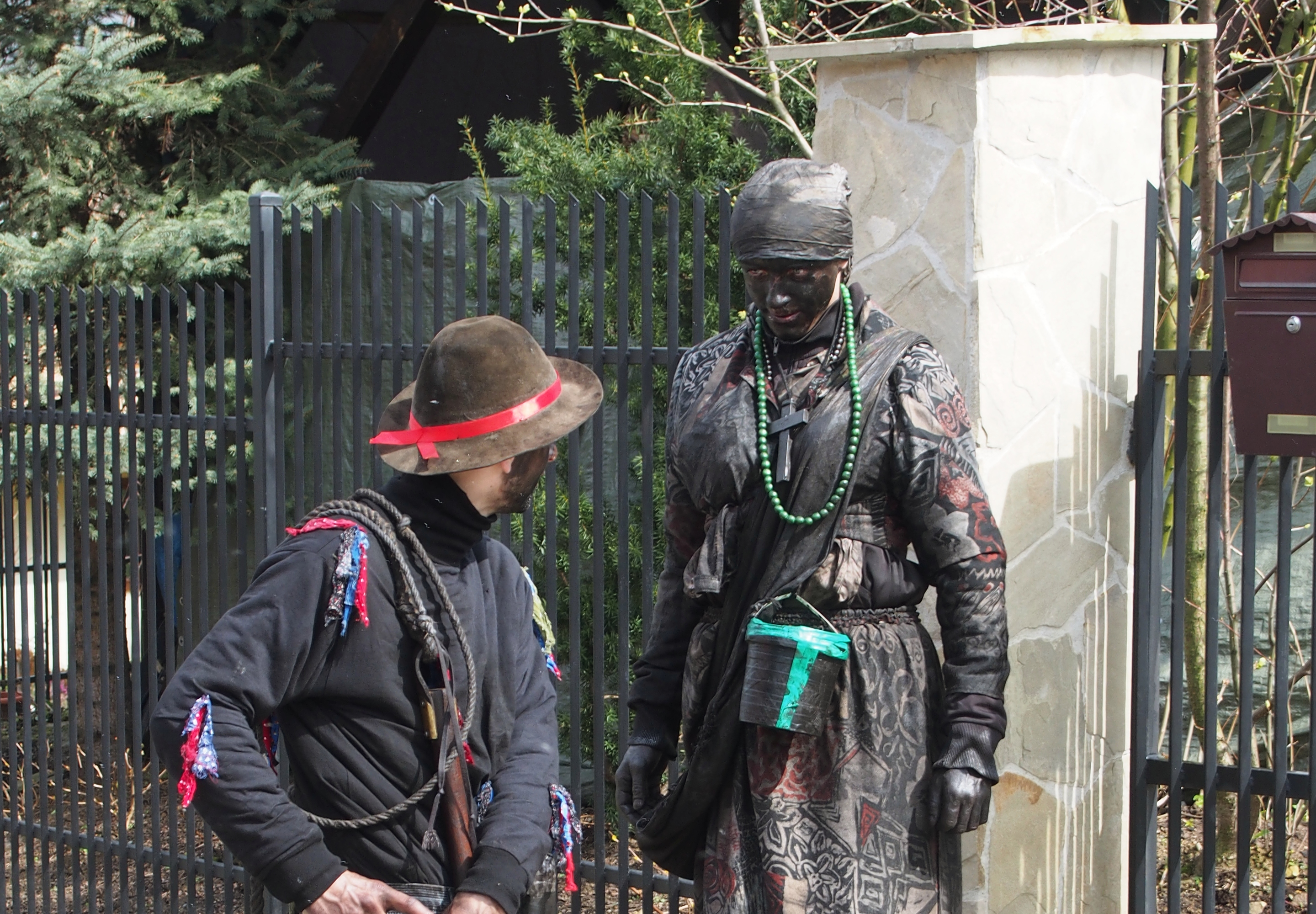
Сюди-баба та циган. З передмістя Кракова Ледница Гурна[pl], 2015

Сю́да-ба́ба (пол. Siuda Baba) — старий краківський обряд обходу домів «бабою» у лахмітті з особою у сажі та попелі. Виповнюється на наступний день після Пасхи.

## Опис обряду
У сьогодення  цей звичай можна зустріти тільки в околицях Велички, у селі Ледніца-Гурна (пол. Lednica Górna), що недалеко від Кракова. Там Сюди-баба у Поливальний понеділок відвідує будинки жителів у супроводі інших учасників обряду переодягнених у «цигана» та «сажотруса», а також музикантів у народних костюмах.
Сюди-бабою вбирається чоловік: надягає лахміття, намисто з каштанів або картоплі, великий хрест, вимазує лице сажею за спину вішає великий кошик, а у руку бере батіг, вимазаний у сажі. Сюди-баба ходить по селі, заходячи у деякі будинки, де її та супроводжувальних учасників обряду пригощають. Учасники обряду співають пісні та намагаються вимазати лиця і руки господарів заздалегідь приготованою сажею.
Ця традиція пов'язана з весняними слов'янськими обрядами вигнання зими. З цією традицією пов'язана легенда про колись реальне язичницьке капище в Ледніцф-Гурна. Жриця, берегиня вогню у святилищі, раз на рік навесні покидала його для того, щоб знайти собі спадкоємицю. Оскільки весь рік жриці вогню не дозволялось митися та розчісуватися, то у село вона поверталася розпатлана, в кіптяві та одязі, що зносився, несучи у великій торбинці за спиною інші речі. Повернувшись в село, вона ходила по будинках і шукала собі спадкоємицю. Вибрана дівчина могла відкупитися, щедро пригощаючи гостю. Але якщо їй це не вдавалось, або вона не заперечувала, то ставала черговою жрицею вогню на наступний рік.

## Похід Сюди-Баби нині

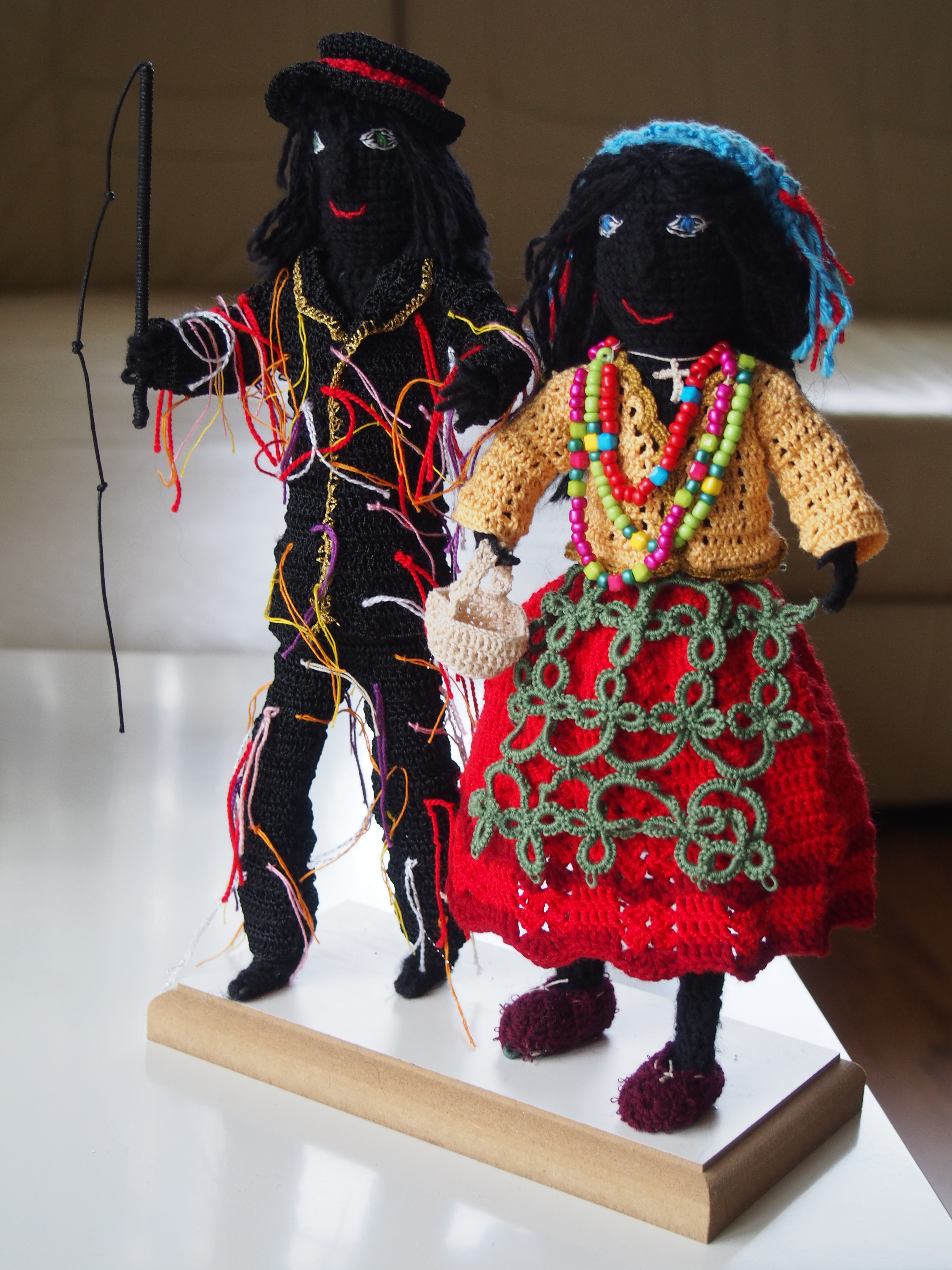
Чорний циган з Сюди-Бабою, ремісничим твором від Lednica Górna

Хлопці, які організовують похід у віці від 20 до 24 років, а мотивом для організації ритуалу є те, щоб молодь веселилася, відвідувала друзів і отримувала пожертвування.  Молодь, що бере участь в організації обряду (крім того, що функції між ними розділені), має певні принципи - наприклад, ті, хто вперше йде в процесію, зазвичай носять віз із подобою Ісуса і струшують її під час пісні.  Цигани, з іншого боку, часто вибираються «сім'єю».  Завдяки цьому зберігається таємниця складання батога (хлопці думають, що існує особливий спосіб зробити батіг, що тільки вони знають) і здатність ефектно знімати його.  І завдяки тому, що найчастіше молодший брат бере на себе «халтуру» після старшого брата, який був циганом і, наприклад, одружився, дізнається, як належить стріляти з нього.  Правило також, що тільки кавалери можуть належати до фігури Сюда- Баби. 
У зв'язку з міграцією населення, також з'являються нові мешканці в Ледніці Гурні, які не знайомі з місцевими звичаями.  Деякі люди з великим ентузіазмом реагують на візит Сюди, трактуючи його трохи як туристичну пам'ятку.  Інші ж не сприймають цю звичку занадто привітно і не відчиняють свої двері. 
Серед мешканців, знайомих з традицією, почорніле обличчя Сюди-Баби вважається хорошим знаком на наступний рік, а нареченим заповідає швидкий шлюб. Якщо Сюда побачить, що замазана особа стирає сажу, він знову змазує її ще більше.  В Ледниці-Ґурній діє Асоціація Ледниці-Ґурної, що підтримує розвиток сільської місцевості, яка допомагає молодим людям підтримувати традиції. Сюди-Баба функціонує як символ села, що зображено в місцевих ремеслах. 